# 시모키토촌
시모키토촌(下木頭村)은 도쿠시마현 묘도군에 있던 촌이다. 1927년 7월 1일에 미야하마촌에 편입해 소멸하였다. 현재의 나카군 나카정의 일부에 해당한다.

## 역사
- 1889년 10월 1일 - 정촌제 시행에 의해 9촌의 구역으로 성립하였다
- 1955년 2월 1일 - 미야하마촌에 편입해 소멸하였다.

## 참고문헌
- 角川日本地名大辞典 36 徳島県